# Фегедеу (Фалештський район)
Фегедеу (рум. Făgădău) — село у Фалештському районі Молдови. Входить до складу комуни, адміністративним центром якої є село Чолаку-Ноу.

## Населення
За даними перепису населення 2004 року у селі проживала 601 особа.
Національний склад населення села:
| Національність       | Кількість осіб | Відсоток |
| -------------------- | -------------- | -------- |
| українці             | 345            | 57,4%    |
| молдавани            | 235            | 39,1%    |
| росіяни              | 12             | 2,0%     |
| євреї                | 1              | 0,2%     |
| поляки               | 1              | 0,2%     |
| інша / без відповіді | 7              | 1,2%     |
| Всього               | 601            | 100%     |